# Francisco Tuttavilla
Francisco de Tutavila y del Tufo, duque de San Germán (forma españolizada del italiano: duca di San Germano e di Sassone; Nápoles, 1608? - Madrid, 30 de enero de 1679) fue un militar y político napolitano al servicio de la Monarquía Hispánica durante los reinados de Felipe IV y Carlos II, Gobernador de Extremadura, virrey de Navarra, de Cerdeña y de Cataluña, y miembro del Consejo de Estado.

## Familia y estados
De noble familia napolitana, hijo de Ottavio Tuttavilla y de Porzia del Tufo. Poseía los feudos familiares en aquel reino, y en España fue señor del estado de Albalá y villa de Saucedilla y comendador de Peñausende en la Orden de Santiago.
Contrajo matrimonio en Madrid, en la iglesia de San Sebastián el 25 de marzo de 1656, con Catalina de Cárdenas y Colón de Portugal (c.1625-1707), que al final de su vida, ya viuda, sucedió como XIV condesa de la Puebla del Maestre. Tuvieron descendencia pero no les sobrevivió ningún hijo.

## Gobernador de Extremadura en la Guerra de Portugal
Gobernador de Extremadura, estuvo al frente de la Capitanía general del Real Ejército de Extremadura durante la guerra de Portugal.

## Virrey de Cerdeña
Virrey y Capitán General del Reino de Cerdeña entre 1668 y 1673, tuvo que hacer frente a la tensión política que existía en el reino protagonizada por las dos principales familias nobles: los Alagón y los Castelví. Estas habían llevado al asesinato del virrey marqués de Camarasa en 1668. San Germán castigó a los culpables y premió a aquellos nobles que se habían mantenido fieles al monarca en aquellos años.

## Virrey de Navarra

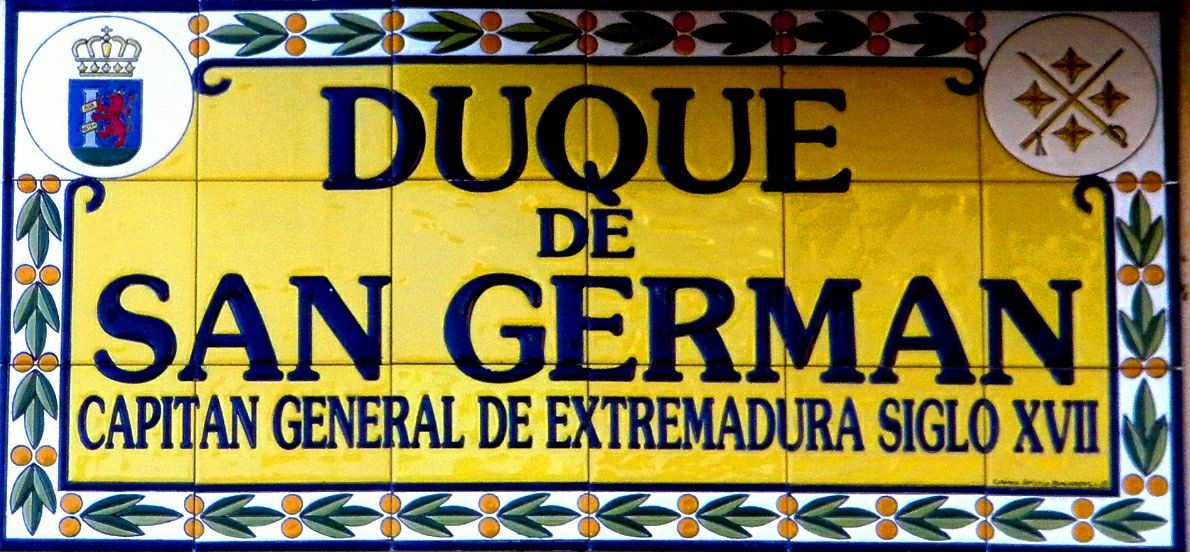
Calle en Badajoz dedicada al Duque de San Germán

Nombrado virrey de Navarra el 21 de abril de 1664, en sucesión del marqués de Astorga, llegó a Pamplona el 23 de mayo y juró su cargo al día siguiente. El 15 de noviembre de 1667 fue nombrado para sucederle Diego Caballero de Illescas, pero San Germán retuvo el cargo tres meses más. Se despidió afectuosamente de todas las instituciones y marchó a Madrid a primeros de febrero de 1668, dejando por interino a Antonio de Sevil, regente del Consejo, quien el 11 de dicho mes escribía al nuevo virrey electo dándole la bienvenida al reino.

## Virrey de Cataluña
Fue también virrey de Cerdeña
y de Cataluña, miembro de los consejos de Italia, de Guerra y del Consejo Colateral de Nápoles durante el reinado de Felipe IV y consejero de Estado con Carlos II.
| Predecesor: Antonio Osorio y Dávila, marqués de Astorga    | Virrey de Navarra Abril de 1664 - febrero de 1668   | Sucesor: Diego Caballero de Illescas              |
| Predecesor: Manuel de los Cobos, marqués de Camarasa       | Virrey de Cerdeña Diciembre de 1668 - enero de 1673 | Sucesor: Fernando Fajardo, marqués de los Vélez   |
| Predecesor: Francisco Fernández de Córdoba, duque de Sessa | Virrey de Cataluña Agosto de 1673 - octubre de 1675 | Sucesor: Juan Pacheco Osorio, marqués de Cerralbo |